# Lav VII.
Lav VII., papa od 3. siječnja 936. do 13. srpnja 939. godine.